# Catarratto

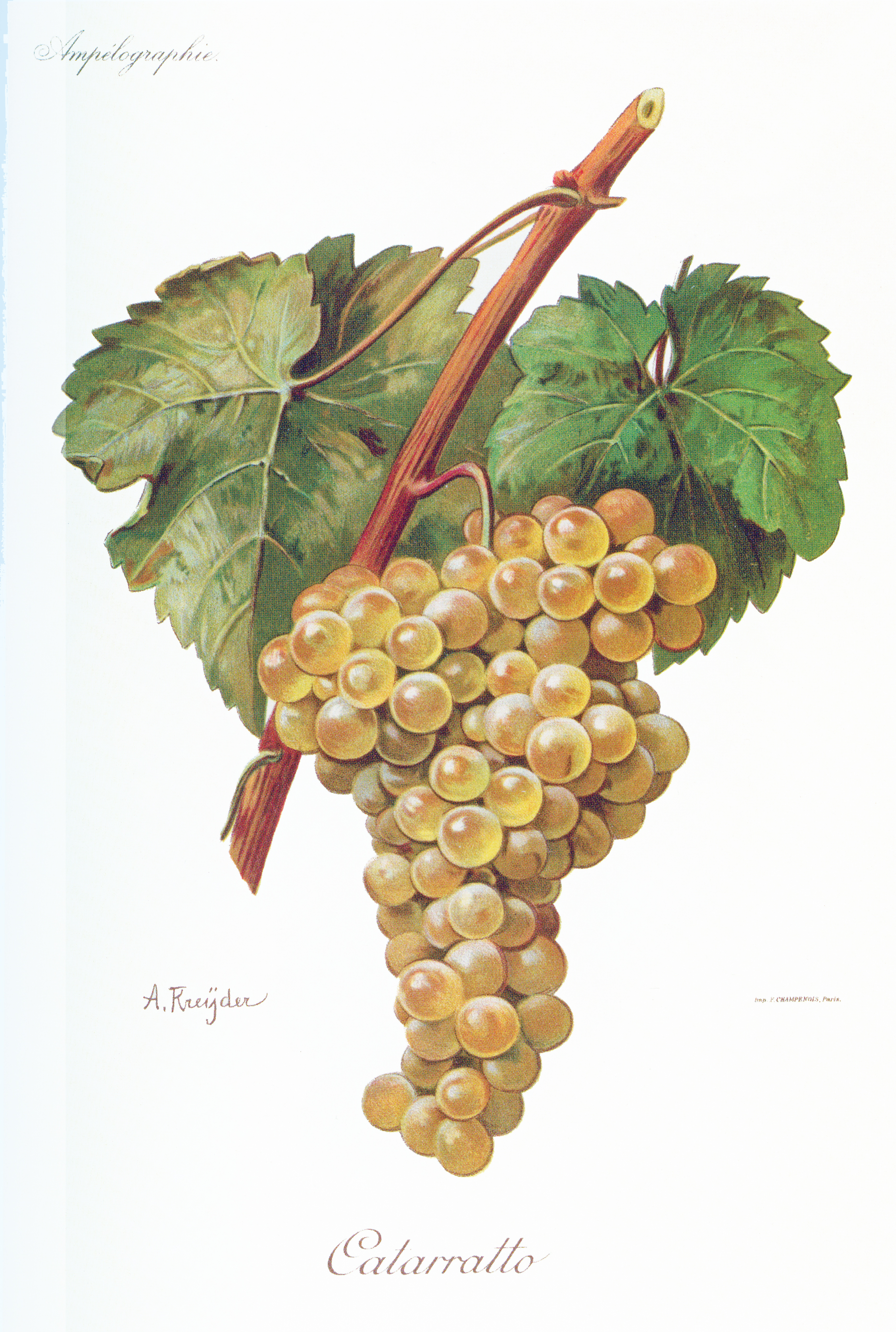
Catarratto-druvor.

Catarratto, egentligen Catarratto Bianco, är en grön vindruva från Sicilien. Den har en mild, fruktig smak med toner av citrus och gröna äpplen och används ofta som blandningsdruva.
Det finns två olika sorter av druvan: Catarratto Bianco Comune och Catarratto Bianco Lucido. Comune har god motståndskraft mot växtsjukdomar som svamp, bakterier och virus, medan Lucido, som har mer kompakta druvor, är känslig för mjöldagg och botrytis.
På Sicilien odlas Catarratto framför allt i provinserna Agrigento, Palermo och Trapani. Totalt odlades druvan år 2016 på 28 563 hektar i Italien och 28 613 hektar i hela världen.